# Uys Kriege
Uys Krige (botezat creștin cu numele Mattheus Uys Krige, n. 4 februarie 1910 – d. 10 august 1987) a fost un scriitor, traducător și corespondent de război sud-african.
A creat, în limbile afrikaans și engleză, o lirică neoromantică pe motivul iubirii, tărâmurilor și popoarelor îndepărtate sau a aspirației către libertate.
De asemenea, a mai scris drame istorice și povestiri umoristice.

## Scrieri
- 1935: Reviriment („Kentering”)
- 1938: Magdalena Retief
- 1940: Aurora („Rooidag”)
- 1940: Zidul alb („Die wit muur”)
- 1942: Poezii de război („Oorlogsgedigte”).

## Deces
El a decedat lângă Hermanus, un oraș din provincia Wes-Kaap.